# Johan Wulff
Johan Wulff, född cirka 1690, död 16 februari 1732, var en svensk musikdirektör i Strängnäs.